# Non Stop Radio〜真夜中の無料案内所〜
『Non Stop Radio～真夜中の無料案内所～』（ノンストップラジオ まよなかのむりょうあんないじょ）は、2020年10月7日（10月6日深夜）から2022年3月29日まで放送されていたInterFM897のラジオ番組。

## 概要
- 日本のスリーピースロックバンドNon Stop Rabbit初のラジオレギュラー番組である。Non Stop Rabbitのメジャーデビューを記念して開始された[2]。
- 2021年12月21日からタワーレコードカフェと番組がコラボレーションし、番組に因んだ限定メニューやグッズが同年30日まで販売された[3]。コラボ期間中の12月27日には、「TOWER RECORDS渋谷店 B1F CUTUP STUDIO」で公開収録が行われた[4]。

## 放送時間
- 毎週水曜 26:00 - 27:00（火曜深夜）[5][注 1]

## パーソナリティ
- Non Stop Rabbit[6]

## コーナー

### 現在のコーナー
- 「おバカニュース」

世の中で起こったくだらないニュースと、リスナーに起こった面白いニュースを取り上げるコーナー。リスナーのニュースを取り上げるのは、第14回で終了となり、15回以降からは新たに「モォ〜って言いたくなる出来事」というコーナーに変更された。「モォ〜って言いたくなる出来事」終了後に復活した。
- 「真夜中の無料音楽制作所」

リスナーが考えた歌詞を募集し、それを合わせたオリジナル曲を作るというコーナー。休止は発表されたが終了は正式に発表されていない為、コーナーは休止状態となっている。
- 「ネオ四十八手」

ノンラビ3人と視聴者で「新たな四十八手のやり方」を考えるコーナー。2021年2月の放送から新たに開始された。
- 「アンタの音を聞かせてちょーだい！」

リスナーから音声を募集し、取り上げるコーナー。

### 終了したコーナー
- 「エロくないけど、エロい選手権」

リスナーから送られてきた全くエロくない言葉をとってもエロく喋る音源を取り上げるコーナー。ラジオ第6回より、優勝者には達也がデザインした本コーナー用のシールが送られるようになったが、第27回で終了となった。
- 「モォ〜って言いたくなる出来事」[9]

視聴者が、思わず「も〜」と言いたくなってしまったエピソードを募集し、取り上げるコーナー。第15回以降から新たに始動したコーナーであるが、第23回で終了となった。
- 「ダウトメール」

リスナーが過去についた嘘を取り上げるコーナー。第32回で終了となった。
- 「Bar Tatsuya」

お悩み相談のコーナー。田口達也がリスナーから募集した相談に応えるというものである。
- 「たいたいFC」

太我が推しているサッカークラブ「サッカーチーム・マンチェスターシティ」についての情報を語るコーナーだが、サッカークラブのことを分からないリスナーから何かに例えた質問が送られてくる為、それに太我が応えるというコーナーである。
- 「ムービーヘブンネット」

矢野晴人がオススメのイチオシ映画を紹介するコーナー。
- 「矢野晴人のまとまらない話」

矢野晴人にひたすらまとまらない話をしてもらうというコーナー。矢野晴人の話があまりにもまとまらなかった為、第39回で終了となった。
- 「炎上鎮火」

お題の炎上を鎮火させる方法をメンバーが考えるコーナー。第20回より開始されたが、第39回で終了となった。
- 「三大○○」

リスナーの『三大○○』を取り上げるコーナー。元々は、メジャー1stシングル「三大欲求」の発売にあたり開始されたコーナーであった為、第50回で終了となった。
- 「真夜中の有料案内所」

リスナーから番組資金を稼ぐ為のアイデアやスポンサーを募集するコーナー。第51回より開始されたが、あまりにもふざけ過ぎたことからスポンサーが1つも付かず第66回で終了となった。
- 「最強人間・矢野壮」

矢野晴人が強い者の卑怯な倒し方を考えるコーナー。
- 「天王洲の母」

お悩み相談と占いのコーナー。田口達也がリスナーから募集した相談に応えるというものである。第30回より開始され、第72回で終了となった。
- 「2択クエスチョン」

リスナーから2択を募集するコーナー。第73回で終了となった。
- 「矢野晴人のワイルドドライブ」

矢野晴人とドライブするコーナー。第58回より開始され、第73回で終了となった。
- 「カノジョ解体新書」

太我の彼女についての質問をリスナーから募集し、答えるというコーナー。第30回目より開始され、第74回で終了となった。

## テーマ曲
オープニングとエンディングは、いずれもインストゥルメンタル音源である。
オープニングテーマ
- Non Stop Rabbit/明るい歌

作詞・作曲 田口達也、編曲 鈴木Daichi秀行
エンディングテーマ
- Non Stop Rabbit/全部いい (DEMO TRACK)

作詞・作曲 田口達也